# Wando (hudebník)
Wanderley Alves dos Reis, známý jako Wando (2. října 1945 – 8. února 2012) byl brazilský zpěvák, kytarista a hudební skladatel. Svou kariéru zahájil v roce 1969 a hrál až do své smrti. Za svou čtyřicetiletou kariéru nahrál mnoho alb. Koncem ledna 2012 byl hospitalizován kvůli problémům se srdcem, v únoru zemřel. Jako příčina úmrtí bylo oznámeno srdeční selhání.

## Diskografie
- Glória a Deus e Samba na Terra (1973)
- Wando (1975)
- Porta do Sol (1976)
- Ilusão (1977)
- Gosto de Maçã (1978)
- Gazela (1979)
- Bem-vindo (1980)
- Pelas Noites do Brasil (1981)
- Fantasia Noturna (1982)
- Coisa Cristalina (1983)
- Vulgar e Comum é Não Morrer de Amor (1985)
- Ui-Wando Paixão (1986)
- Coração Aceso (1987)
- O Mundo Romântico de Wando (1988)
- Obsceno (1988)
- Tenda dos Prazeres (1990)
- Depois da Cama (1992)
- Mulheres (1993)
- Dança Romântica (1995)
- O Ponto G da História (1996)
- Chacundum (1997)
- Palavras Inocentes (1998)
- S.O.S. de Amor (1999) − koncertní album
- Picada de Amor (2000)
- Fêmeas (2012)